# Heleobops carrikeri
Heleobops carrikeri är en snäckart som beskrevs av Davis och McKee 1989. Heleobops carrikeri ingår i släktet Heleobops och familjen tusensnäckor. Inga underarter finns listade i Catalogue of Life.